# Norwegian Air Shuttle
A Norwegian Air Shuttle é uma companhia aérea norueguesa.

É a maior companhia da Noruega, a segunda da Escandinávia

e a terceira maior  companhia aérea de baixo custo na Europa. 
Foi fundada em 22 de Janeiro de 1993. 

Em 2018 a empresa transportou 37 milhões de passageiros.

A sede da empresa está localizada no Aeroporto de Fornebu, Oslo. Norwegian Air Shuttle oferece voos de passageiros em alta frequência entre as cidades da Escandinávia e destinos internacionais, bem como voos menos frequentes para vários destinos europeus em curto e médio curso. As principais bases de operação da Norwegian Air Shuttle estão localizados nos aeroportos Oslo-Gardemoen e no Aeroporto de Sandefjord-Torp, também no Aeroporto de Copenhaga, Aeroporto de Gotemburgo-Landvetter, Bergen, Helsínquia, Stavanger, Estocolmo-Arlanda e Trondheim. O programa de passageiro frequente da companhia é "Norwegian Reward".
A empresa tem cerca de 40% do mercado norueguês, e tem presença na Suécia, Dinamarca e Polónia. Tem voos regulares entre Lisboa e Copenhaga, nas quinta-feira e no domingo. Atualmente voa para mais de 130 destinos.
A empresa publica a revista Norwegian Magazine.

## Subsidiária
Em meados de 2017 a empresa anunciou está criando a sua subsidiária na América do Sul, a Norwegian Air Argentina, com sede em Buenos Aires, na Argentina. O Aeroporto de Ezeiza será seu Hub, de terá voos para o Brasil, Estados Unidos e vários países da Europa. Isso tudo faz parte dos planos bem ambiciosos da empresa.

## Destinos

Mapa de destinos da Norwegian Air Shuttle (Maio de 2021)

## Frota

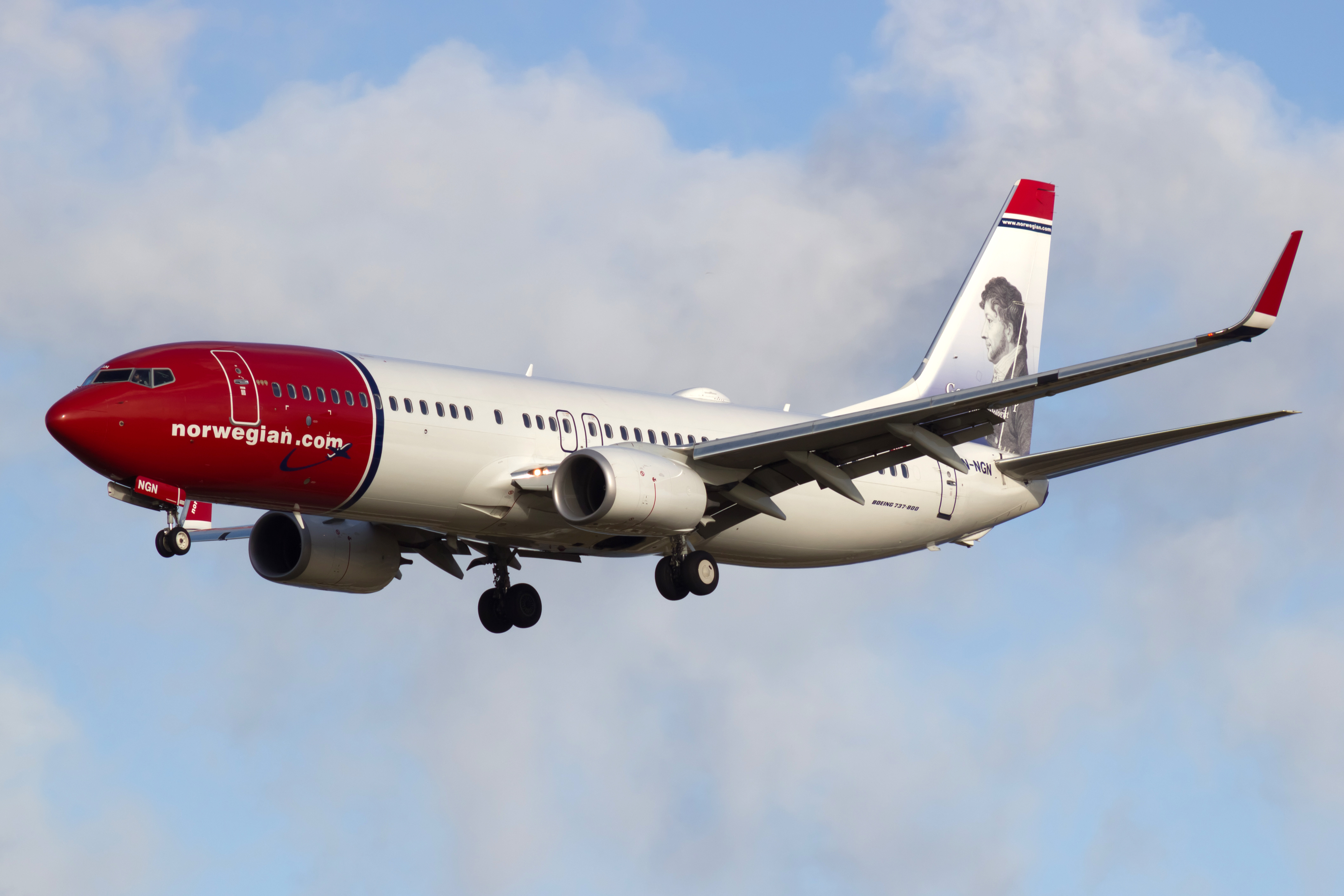
Norwegian Boeing 737-800

Em meados de junho de 2018, a frota da Norwegian Air Shuttle, não incluindo subsidiárias, consiste nas aeronaves seguintes:
| Aeronave         | Em serviço | Encomendas | Passageiros | Notas |
| ---------------- | ---------- | ---------- | ----------- | --- |
| Airbus A321LR    | —          | 30         | 220         | Entregas no começo de 2019 |
| Boeing 737-800   | 118        | —          | 186         | |
| Boeing 737-800   | 118        | —          | 189         | |
| Boeing 737 MAX 8 | 7          | 104        | 189         | Pedido a ser distribuído entre as companhias aéreas matriz e subsidiária. As entregas (para subsidiárias) começaram em junho de 2017. |
| Boeing 787-8     | 8          |            |             | |
| Boeing 787-9     | 21         |            |             | |
| Total            | 154        | 134        |             | |